# Smṛti

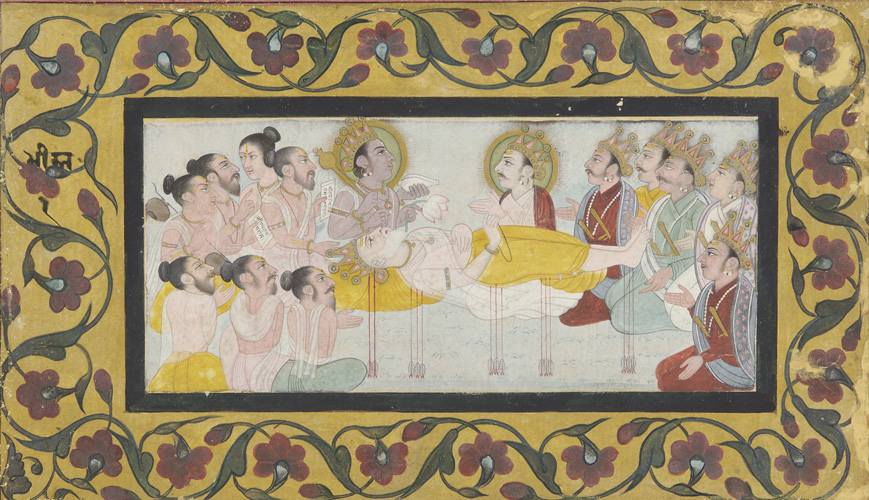
La muerte de Bhishma, historia contada en el texto épico Maha Bhárata, considerado uno de los textos Smṛti.

El término Smṛti (o Smriti en hindi) se refiere a un conjunto de textos sacros del hinduismo. El hinduismo acepta como textos sagrados la literatura védica (shastras), que abarca gran cantidad de antiguos textos sánscritos, que pueden clasificarse básicamente en dos: śruti (revelados) y Smṛti (tradicionales).

## Smṛti
Los textos Smṛti  (‘lo recordado’, la tradición) son:
- Los 18 Maja Puranás (‘historias’, textos mitológicos) principales, y decenas de pequeños Puranás
- Los Itihasa, historias épicas en verso
  - El Mahā Bhārata, de más de 100.000 versos.
    - Un texto transversal entre este texto épico y los teológicos Upanishád es el Bhagavad Guitá (700 versos centrales del Majábharata), considerado como escritura de referencia y veneración por casi todos los hindúes de la actualidad.

  - El Rāmāyaṇa (la épica historia del rey-dios Rāma)
- Agamas (tratados teológicos)
- Darshanas (textos filosóficos).
- Varios dharma shastras (libros de leyes), como las Leyes de Manu.
- El Ayurveda (‘la verdad sobre longevidad’, medicina tradicional).

## Otros textos de la tradición
- Los 4000 himnos vaisnavas Divia prabandha (también llamados Nalaiíra), en los que se reza al dios Vishnú y sus diversas formas
- El Guita Govinda (de Jayadeva)
- Los himnos del Tevaram Saivita, compuestos entre el siglo VII y el IX de nuestra era en idioma tamil clásico; se consideran la cuna del movimiento bhakti (‘devoción’).
- El Ram Charit Manas (de Tulsi Das), la historia del rey Rāma
- Los comentarios de Adi Shankara